# Guido Fulst
Guido Fulst (nascido em 7 de julho de 1970) é um ex-ciclista alemão. Nascido na Alemanha Oriental, defendeu suas cores até a reunificação alemã. Especialista em pista, especialmente na perseguição por equipes. Nesta modalidade, obteve duas medalhas de ouro nos Jogos Olímpicos e uma de bronze na corrida por pontos, e nove medalhas nos campeonatos mundiais, quatro delas de ouro.